# Allium juldusicola
Allium juldusicola — вид рослин з родини амарилісових (Amaryllidaceae); ендемік Сіньцзяну (Китай).

## Опис
Цибулина поодинока, яйцювата, діаметром 1.5 см. Листки вузьколінійні, плоскі, суцільні, краї шершаво-дрібнозубчасті. Стеблина 20–30 см, циліндрична, гладка, вкрита листовими піхвами лише в основі. Зонтик кулястий, густо багатоквітковий. Оцвітина біла; сегменти довгасто-ланцетні, 3–4 × ≈ 1.5 мм, верхівка субгостра. Період плодоношення: вересень.

## Поширення
Ендемік Китаю — західний Сіньцзян.
Населяє високі рівнини, степи; ≈ 300 м.